# Pseudhammus oculifrons
Pseudhammus oculifrons là một loài bọ cánh cứng trong họ Cerambycidae.